# Запис липа код школе (Винорача)
Запис липа код школе (Винорача) се налази на парцели чији је власник Основна школа "Бошко Ђуричић".

## Локација
| Општина             | Јагодина                                                                    |
| Катастарска општина | Винорача                                                                    |
| Потес               | Село                                                                        |
| Координате          | 43° 57′ 59″ С; 21° 13′ 51″ И / 43.966500000000003° С; 21.230699999999999° И |
| Надморска висина    | 143m                                                                        |

## Карактеристике
Дендрометријске вредности утврђене на терену и сателитским снимцима:
| Стабло                     | Липа |
| Висина стабла              | m    |
| Обим дебла                 | m    |
| Пречник крошње             | 15m  |
| Пречник дебла              | m    |
| Висина дебла до прве гране | m    |

## База записа
Запис је у оквиру Викимедија пројекта "Запис - Свето дрво" заведен под редним бројем 1137.